# Prosopocera marleyi
Prosopocera marleyi là một loài bọ cánh cứng trong họ Cerambycidae.